# Liste der Bischöfe von Béziers
Die folgenden Personen waren Bischöfe von Béziers (Frankreich):
- Heiliger Aphrodisius 250?
- Paulin I. 408
- Dyname 451
- Hermes 461
- Sedatus (Heiliger Sedat) 589
- Peter I. 639
- Crescitaire 683
- Pacotase 688
- Ervige 693
- Wulfégaire 791
- Stephan I. 833
- Alaric 875–878
- Agilbert 887–897
- Fructuarius 897–898
- Matfred I. 898
- Reginald (Raynald) I. 906–933 oder 930
- Rodoaldus (Raoul) 930 oder 936–957
- Bernard I. Géraud 957–978 oder 980
- Matfred II. 990–1010 oder 1011
- Urbain 1016–1016
- Stephan II. 1017–1036 oder 1037
- Bernard II. 1035 oder 1037–1046
- Berenger I. 1050–1053
- Bernard III. Arnaud 1053–ca. 1060
- Berenger II. 1061–ca. 1066
- Matfred III. 1077–1096 oder ca. 1070–ca. 1093
- Arnaud de Lévezou 1096–1121
- Heiliger Guiraud (Geraldus, Geraud) 1121–1123
- Guillaume I. de Serviez (Servian, Cerviez) 1127–1127
- Bermond de Lévezon 1128–1152
- Guillaume II. 1152–1154 oder 1157
- Raymond I. 1159–1159
- Guillaume III. 1159–1167
- Bernard IV. de Gaucelin 1167–1184
- Geofroy (Gausfred) de Marseille 1185–1199
- Guilhaume IV. de Rocosels (Rocozels) 1199–1205
- Ermengaud 1205–1208
- Reginald (Renaud) II. de Montpeyroux 1208–1211
- Pierre II. d’Aigrefeuille 1211–1212
- Bertrand de Saint Gervais 1212–1215
- Raymond II. Lenoir Januar–20. April 1215
- Bernard V. de Cuxac 1215–1242
- Raymond III. de Salles (Salle) 1245–1247
- Raymond IV. de Vaihauquez (Valhauquès) 1247–1261
- Pons de Saint Just 1261–1293
- Raymond V. de Colombiers 1293–1294
- Bérenger III. de Frédol 1294–1305, Kardinal
- Richard Neveu 1305–1309
- Bérenger IV. de Frédol 1309–1312, Kardinal
- Guilhaume V. Frédol 1313–1349
- Guilhaume VI. de Landorre (Laudun) 1349–1350 oder 1349–1349
- Hugues I. de la Jugie 1353 oder 1349–1371 (danach Bischof von Carcassonne) (siehe Haus Rogier de Beaufort)
- Sicard d’Ambres de Lautrec 1371–1383
- Gui de Malsec 1383
- Simon de Cramaud 1383–1385 (danach Bischof von Poitiers)
- Barthelemy de Montcalve 1384–1402
- Bertrand II. de Maumont 1408–1422 (danach Bischof von Tulle)
- Hugues II. de Combarel 1422–1424 (danach Bischof von Poitiers)
- Guilhaume VII. de Montjoie 1424–1451
- Louis de Harcourt 13. Oktober 1451 bis 10. Dezember 1451 (auch Bischof von Narbonne)
- Pierre III. Bureau 1451–1456 oder 1457
- Jean I. Bureau 1457–1490
- Pierre IV. Javailhac 1490–1503
- Antoine Dubois 1504–1537
- Jean II. de Lettes 1537–1543
- Jean III. de Narbonne 1543–1545
- François Gouffier 1546–1547 oder 12. Februar 1547 bis 5. Dezember 1547
- Lorenzo Strozzi 1547–1561 (danach Bischof von Albi)
- Julien de Medicis 1561–1571 oder 1574 (danach Bischof von Aix)
- André Etienne 1572
- Thomas I. de Bonsi 1573–1596, † 1603
- Jean IV. de Bonsi 1596–1611 (Kardinal ab 1611, † 1621)
- Dominique de Bonsi (Bonzi) 1615–1621
- Thomas II. de Bonsi 1622 oder 1621–1628
- Clément de Bonsi 1628–1659
- Pierre V. de Bonsi 1659–1669 (danach Bischof von Toulouse)
- Jean-Armand de Rotondis de Biscarras 1671–1702
- Louis-Charles des Alris de Rousset 1702–1744
- Léon-Louis-Ange de Ghistelle de Saint-Floris 1744–1745
- Joseph-Bruno de Bausset de Roquefort 1745–1771
- Aymar Claude de Nicolaï 1771–1790, letzter Bischof von Béziers; 1790 wurde die Diözese aufgehoben
- Dominique Pouderous, (konstitutioneller Bischof von Hérault, in Béziers eingesetzt) 1791–1799
- Alexandre Victor Rouanet, (konstitutioneller Bischof von Hérault, in Béziers eingesetzt) 1799–1801

Seit 1802 residierten die konstitutionellen Bischöfe von Hérault in Montpellier.
- Jean-Paul-Gaston de Pins 1817